# Чернівецький ліцей №11
Чернівецький багатопрофільний ліцей №11 «Престиж»— навчальний заклад у м. Чернівці з економічним, гуманітарним та медико-біологічним профілем навчання. До 1991 року був загально-освітнім навчальним закладом № 35. З 1991 по 2021 рік — Чернівецька гімназія № 2.

## Історія
Згідно архівних даних, будівля, в якій зараз знаходиться ліцей, була побудована у 1873 році австрійським адвокатом Берхардом Векслером. Він будував маєток для себе і своїх синів, однак його нащадки будинок продали. 1908 року Генріх Векслер продав його Мішелім Фрідману та Бернарду Гольдбрухту. За часів Австрії будинок вважався передовим з усіма необхідними комунікаціями, прибудовами і господарською частиною. Вже за часів Румунії, у 1921 році, тут було відкрито жіночий ліцей. Після приходу на Буковину Радянської влади, у приміщенні ймовірно базувалась вища партійна школа. А в 1951 році, рішенням міської ради в цьому приміщенні відкрили навчальний заклад під номером 35. А гімназію вже створили у 1991 році.
2021 року у зв'язку з реформою освіти гімназію було реорганізовано в ліцей.

## Вчительський та учнівський склад
У 2011—2012 н.р. в гімназії працює 62 вчителя та навчаються 600 учнів. В гімназії організовано гімназійне наукове товариство «Талант», діють клуби «Друзі Землі», «Кліо», «Азимут», «Джерельце», «Ластів'ятко», «Фенікс», «Антракт», «БІТ», «Фортуна», «Досягнення молодих».
У школі було кілька вчительських династій, як:
1) Аксьоненко Лариса Володимирівна — вчитель української мови та літератури
Никитюк Світлана Валеріївна — вчитель фізики
2) Спориніна Тетяна Тадеївна — вчитель інформатики
Шмата Галина Йосипівна — вчитель української мови та літератури 1997 р.
3) Долгушина Марія Олександрівна — вчитель початкових класів 1959—1978 рр.
Долгушкіна Валентина Єгорівна — вчитель біології 1969—2002 рр.
Панченко Наталія Юріївна — вчитель початкових класів.

## Директори школи
1959—1960 — Міняйло Леонід Федорович
1960—1964 — Ровда Ольга Володимирівна
1964—1967 — Бичковська Анна Юхимівна
1967—1984 — Привалова Олександра Михайлівна
1984—2015 — Дурицька Тетяна Федорівна
2015 — дотепер — Матвійчина Світлана Володимирівна.